# 自由城 (迈阿密)
自由城（英語：Liberty City）是美国佛罗里达州迈阿密-戴德县迈阿密的一个街区，地理范围大致以北部的西北第79街、西部的西北第27大道、南部的机场高速公路和东部的95号州际公路为界。虽然历史上官方常称其为模范城（英語：Model City），但居民更习惯使用自由城这个称呼。
自由城是迈阿密-戴德县最大的非裔美国人居住区，该街区名称源于1934年启动、1937年落成的自由广场住宅项目，这个在罗斯福总统任期内建设的公寓项目，旨在缓解上城地区的过度拥挤和贫民窟状况，以及由此引发的疾病传播问题。1940至1950年代，自由城与邻近的布朗斯维尔曾作为迈阿密中产阶级黑人社区蓬勃发展。然而，在1960年代上城地区动工兴建95号州际公路，以及民权运动带来的种族隔离政策撤销，给自由城带来了剧烈变化。随着大量低收入老年人和依赖社会福利的家庭从上城区迁入，自由城逐渐转变戴德县最贫困的社区之一。中高收入黑人群体，以及来自加勒比地区的西印度裔美国人，开始大规模迁往戴德县南部佛罗里达城和北部迈阿密花园等郊区。1960至1970年代，自由城犯罪率攀升，并爆发了多次种族骚乱，最为严重的是1968年共和党全国代表大会在迈阿密海滩召开之际，以及1980年警察交通拦截后暴力杀害黑人却被无罪释放引发的两次骚乱。1990年代至21世纪初，自由城成为南方嘻哈音乐文化的代表地，迈阿密贝斯音乐流派便是其典型代表。
交通方面，迈阿密地铁在自由城周边设有四个地铁站，包括西北第79街的诺斯赛德站、西北第27大道的马丁·路德·金广场站、西北第27大道与西北第52街交界的布朗斯维尔站，以及西北第41街的埃尔灵顿高地站。这些车站虽然都不在自由城社区边界内，但埃尔灵顿高地站距离最近。社区内还有多条由迈阿密-戴德运输营运的迈阿密都会巴士线。此外，自由城亦邻近位于海厄利亚的三县铁路与地铁换乘站，乘客可经由该站乘搭三县铁路前往劳德代尔堡、西棕榈滩等地。